# Л'Имаколата II (Мачерата)
Л'Имаколата II (итал. L'Immacolata II) насеље је у Италији у округу Мачерата, региону Марке.
Према процени из 2011. у насељу је живело 31 становника. Насеље се налази на надморској висини од 412 м.